# Michel'le
Michel'le Denise Toussaint (Los Angeles, 5 dicembre 1970) è una cantautrice e rapper statunitense.

## Biografia
Michel'le ha avviato la sua carriera musicale come corista dei World Class Wreckin' Cru. Il suo album di debutto eponimo, prodotto interamente da Dr. Dre, è stato pubblicato nell'ottobre 1989 ed ha raggiunto la 35ª posizione della Billboard 200, venendo certificato disco d'oro negli Stati Uniti. A livello mondiale, il disco è arrivato alla 49 nella classifica neozelandese. È stato promosso dai singoli No More Lies, Nicety e Something in My Heart, tutti entrati nella Billboard Hot 100: in particolare, il primo si è piazzato al 7º posto e ha ricevuto un disco d'oro, oltre ad aver raggiunto la numero 27 in Nuova Zelanda e la 78 nel Regno Unito. Il secondo disco della cantante, intitolato Hung Jury, è uscito nel 1998 ma ha ricevuto meno attenzioni del predecessore.
Nel 2013 Michel'le ha partecipato al reality R&B Divas LA, mentre nel 2016 Lifetime ha realizzato un documentario sulla sua vita, Surviving Compton: Dre, Suge & Michel'le, nel quale è stata interpretata da Rhyon Nicole Brown.

## Discografia

### Album in studio
- 1989 – Michel'le
- 1998 – Hung Jury

### Singoli
- 1989 – No More Lies
- 1990 – Nicety
- 1990 – Keep Watchin
- 1990 – Something in My Heart
- 1991 – If?
- 1998 – Hang Tyme
- 1998 – Can I Get a Witness?
- 2011 – Freedom to Love
- 2014 – It Still Hurts
- 2015 – Being in Love
- 2016 – Moonlight